# Kali tragus
Kali tragus är en amarantväxtart som först beskrevs av Carl von Linné, och fick sitt nu gällande namn av Giovanni Antonio Scopoli. Kali tragus ingår i släktet Kali och familjen amarantväxter. Inga underarter finns listade i Catalogue of Life.

## Bildgalleri

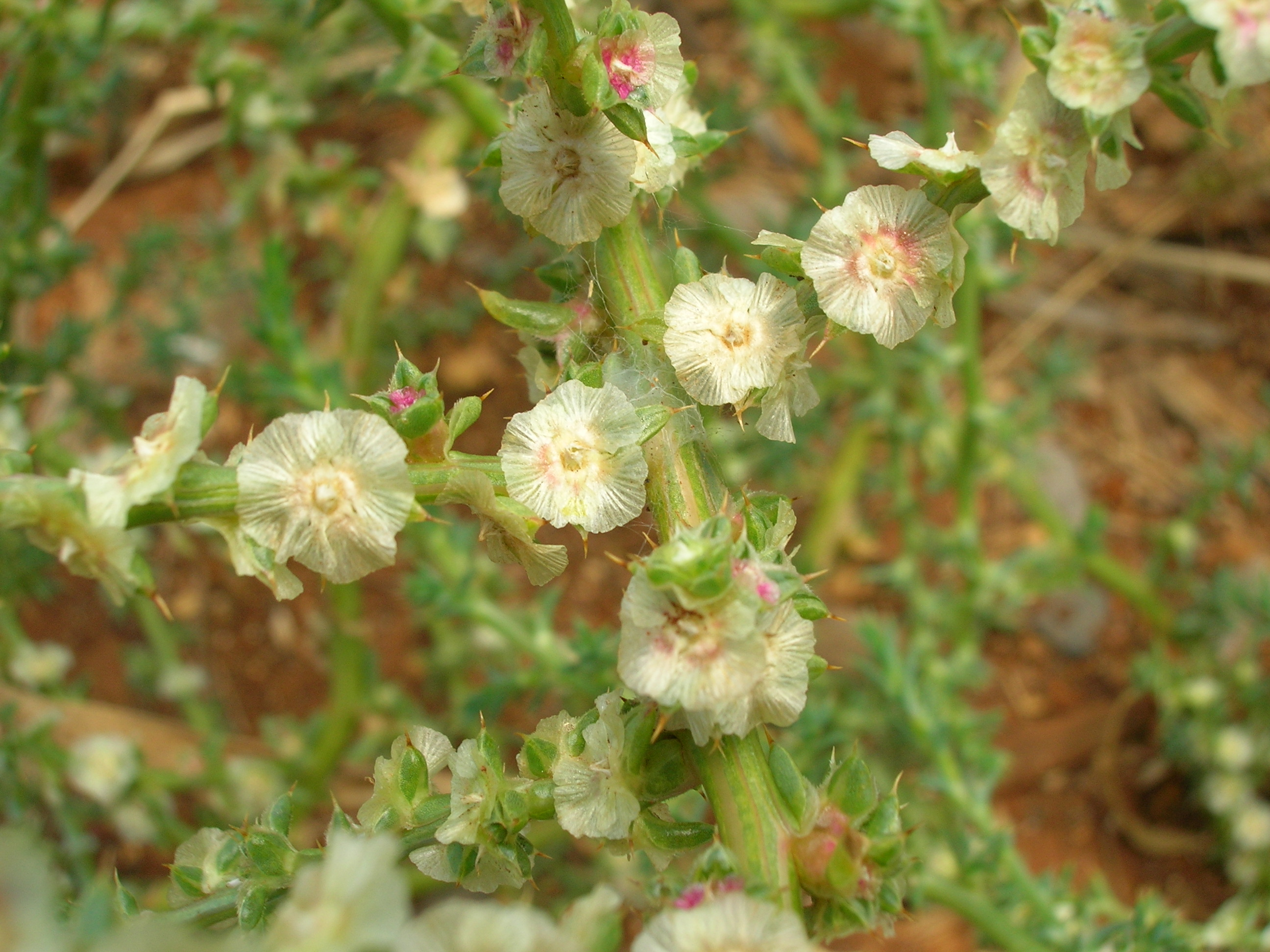
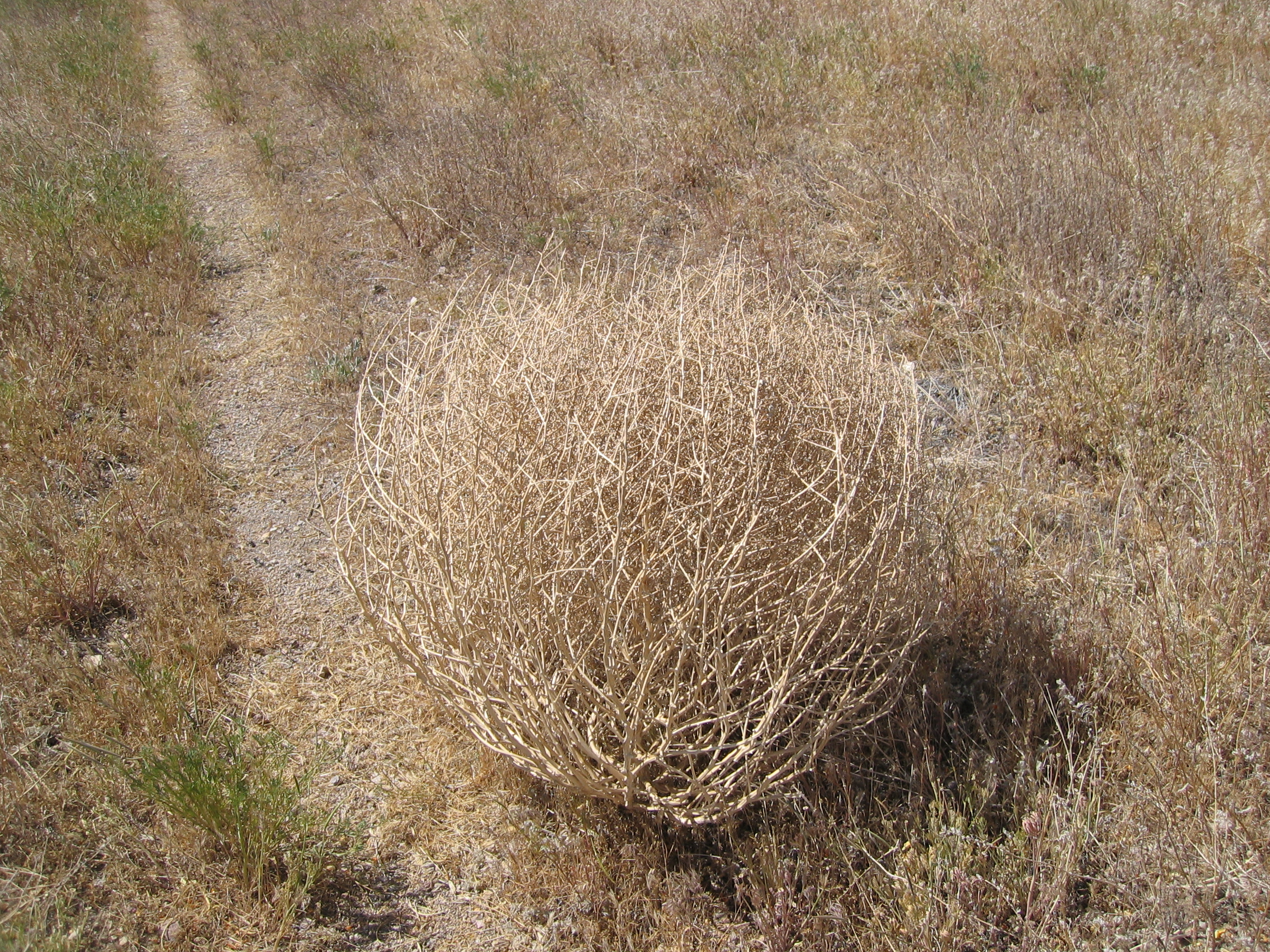
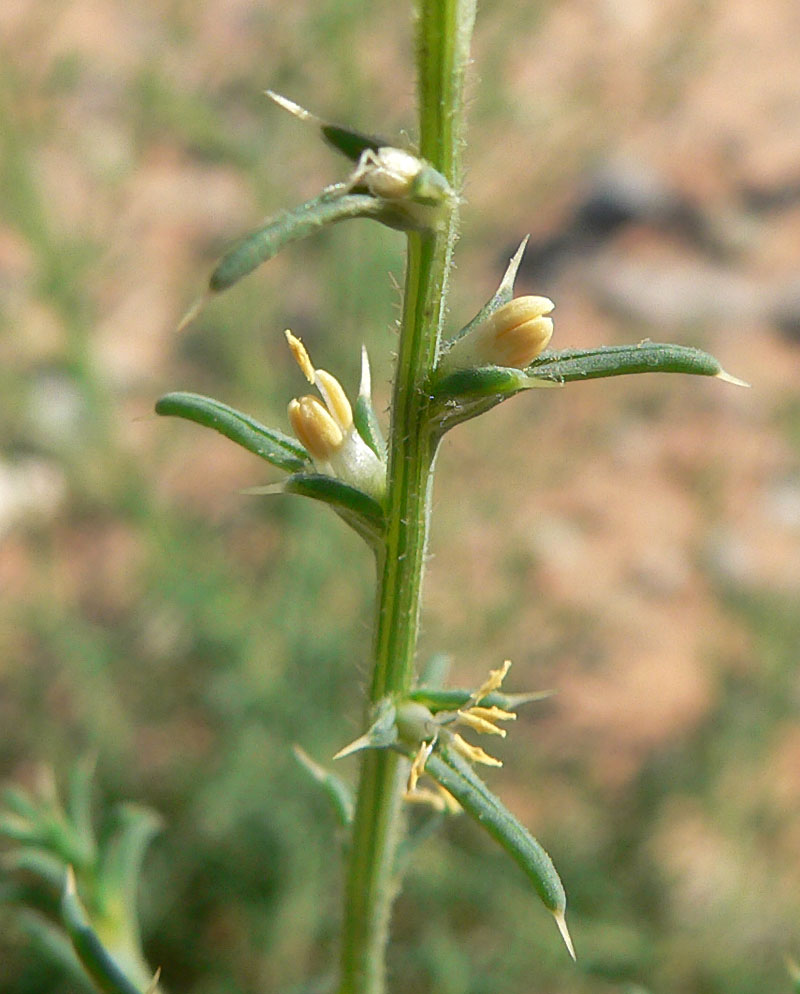
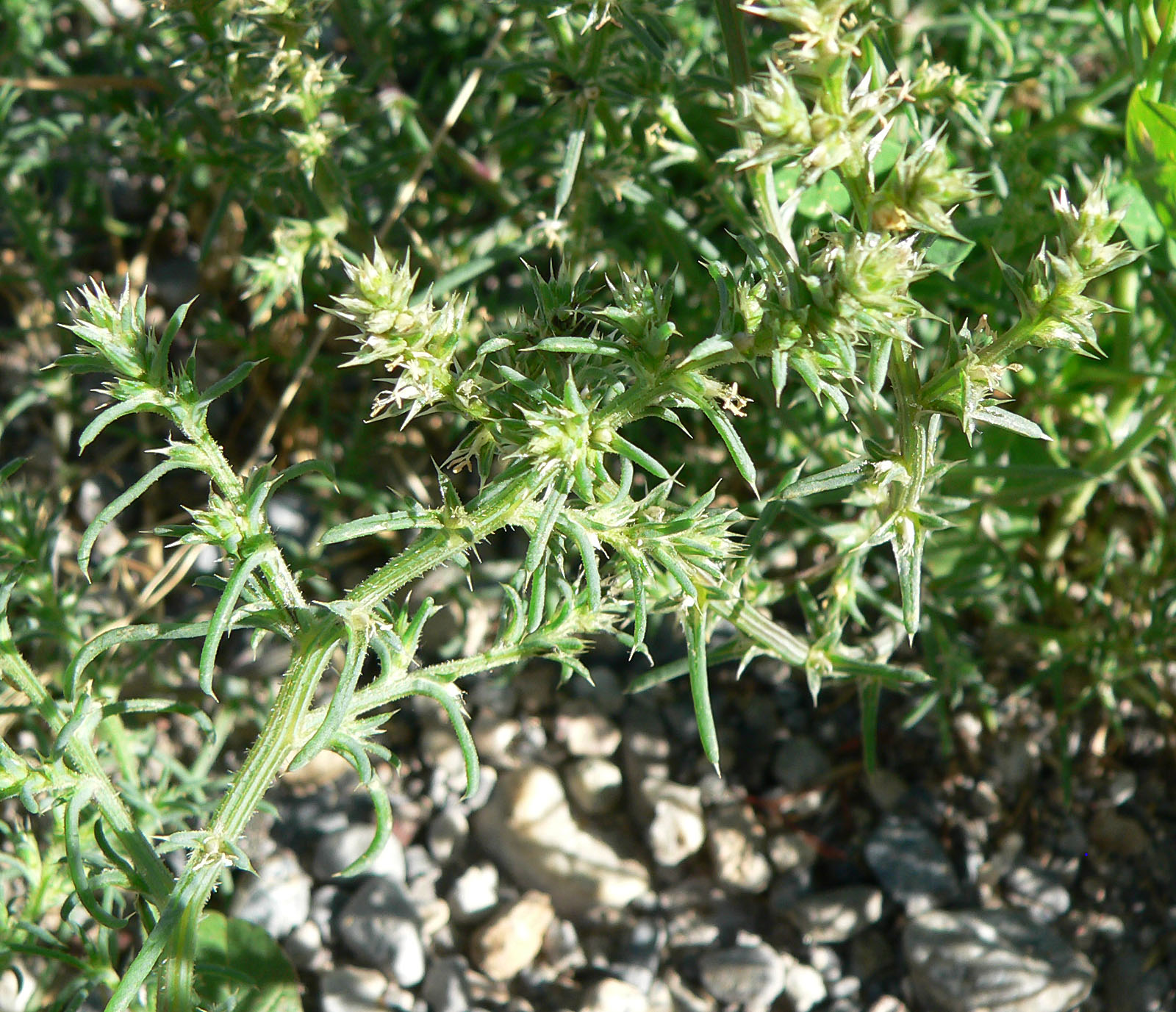
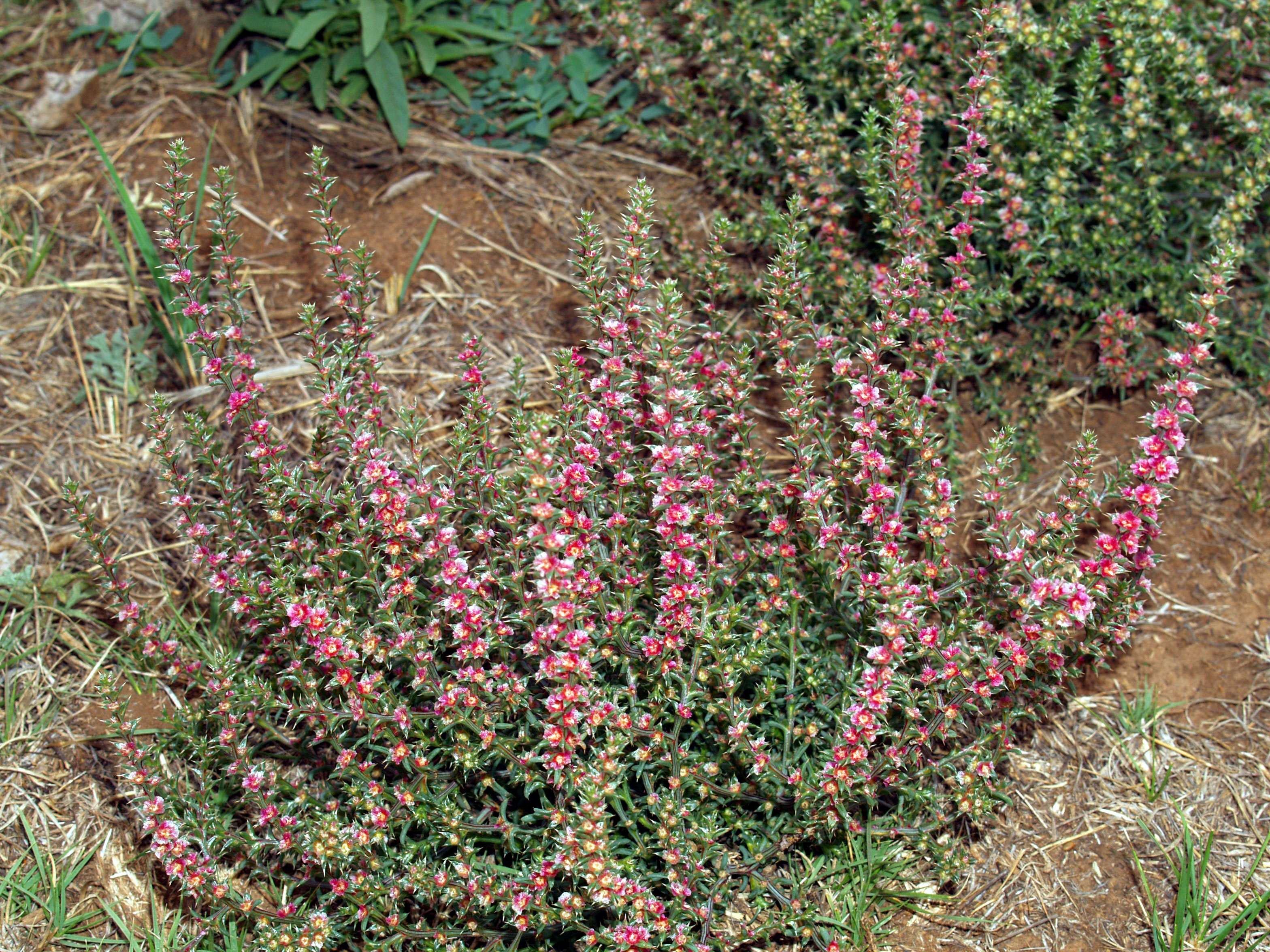
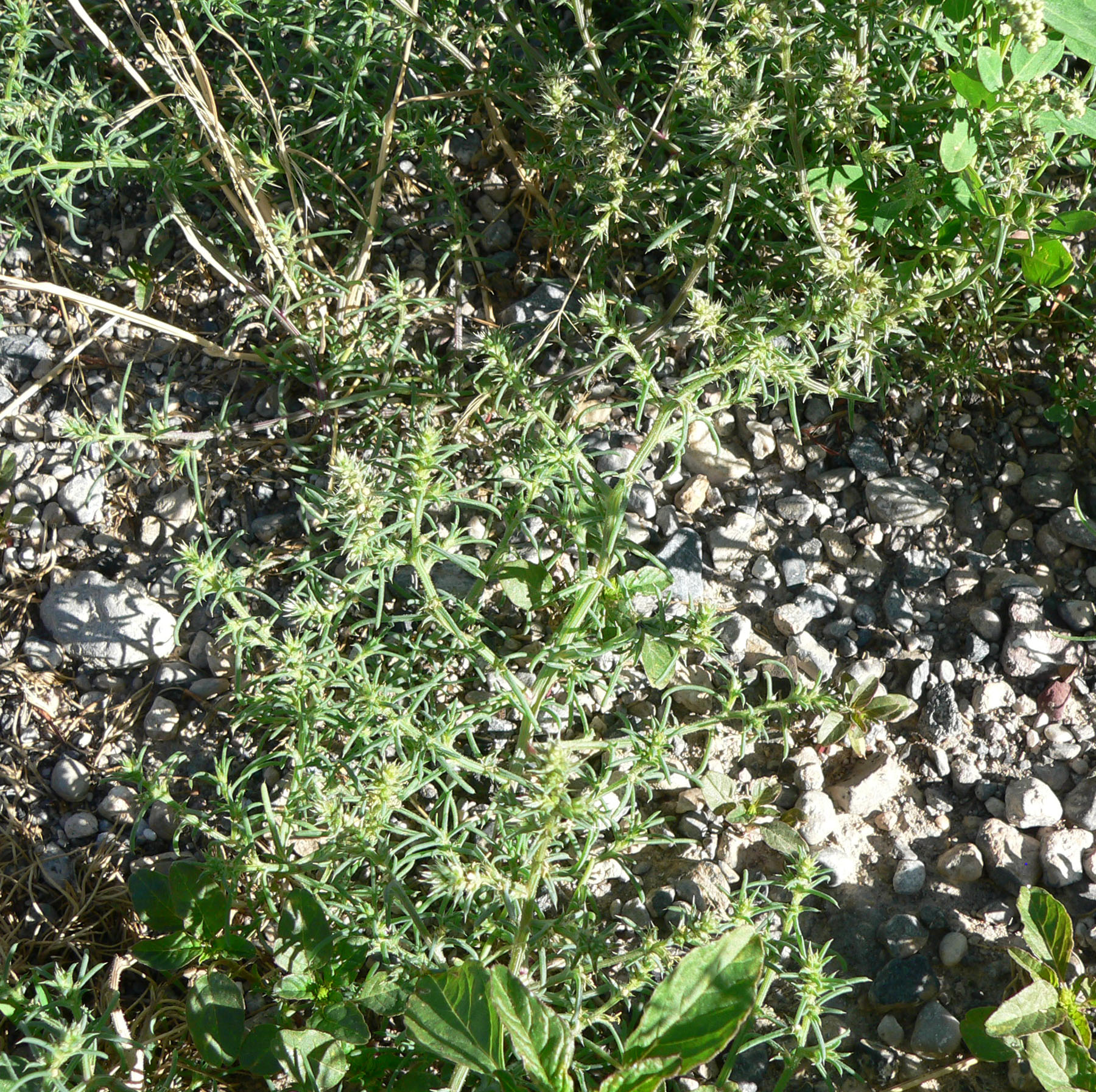